# 斯行健
斯行健（1901年3月11日—1964年7月19日），号天石，男，浙江诸暨人，中国古植物学家，中国古植物研究的先行者。曾任中国科学院南京地质古生物研究所所长、研究员。

## 生平
1926年毕业于北京大学地质系。1931年获德国柏林工业大学博士学位。1955年当选中国科学院学部委员（院士）。